# Amazy
Amazy ist eine französische Gemeinde mit 214 Einwohnern (Stand 1. Januar 2022) im Département Nièvre in der Region Bourgogne-Franche-Comté (vor 2016 Bourgogne). Sie gehört zum Arrondissement Clamecy und zum Kanton Clamecy (bis 2015 Tannay). 

## Geographie
Amazy liegt etwa 51 Kilometer südlich von Auxerre. Nachbargemeinden von Amazy sind Villiers-sur-Yonne im Norden, Asnois im Norden und Nordosten, Metz-le-Comte im Osten, Tannay im Süden sowie Saint-Germain-des-Bois im Westen.

## Bevölkerungsentwicklung
| Jahr                       | 1962 | 1968 | 1975 | 1982 | 1990 | 1999 | 2006 | 2011 | 2016 |
| Einwohner                  | 250  | 226  | 228  | 233  | 244  | 246  | 241  | 238  | 230  |
| Quellen: Cassini und INSEE |      |      |      |      |      |      |      |      |      |

## Sehenswürdigkeiten

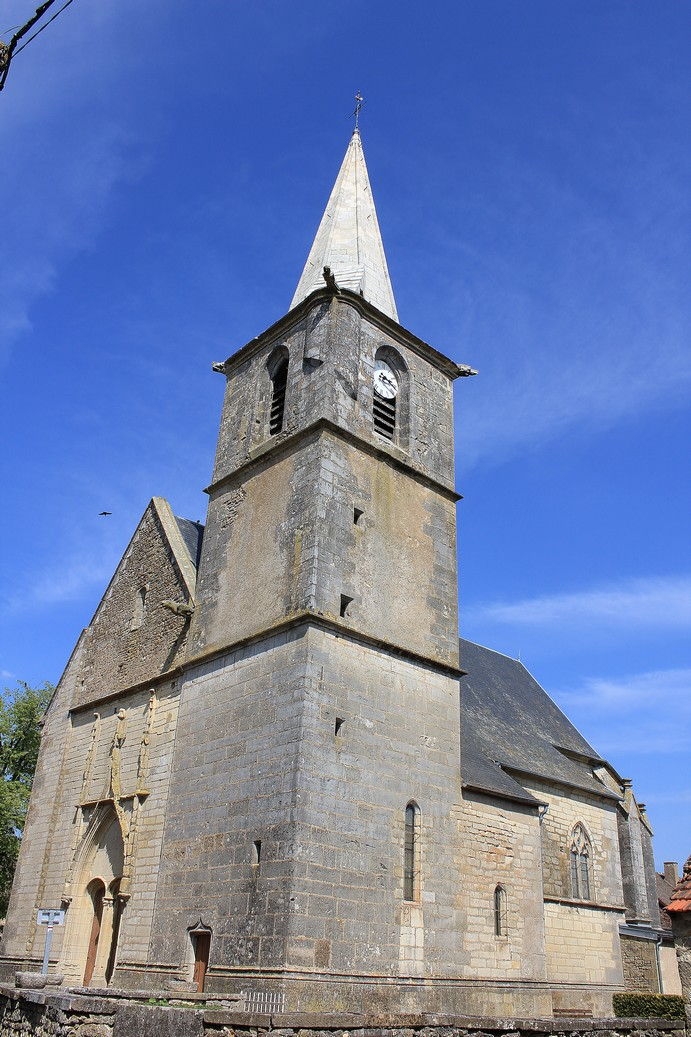
Kirche Saint-Franchy

- Kirche Saint-Franchy aus dem 16. Jahrhundert, seit 1921 Monument historique
- Kapelle Saint-Roch in Saligny aus dem 16. Jahrhundert, seit 1973 Monument historique